# 칠레 바모스
칠레 바모스(스페인어: Chile Vamos)은 칠레의 우익 정당들의 정당 연합이다.

## 주요 정당
- 독립민주연합
- 국민혁신
- 정치 진화
- 독립지역당

## 같이 보기
- 칠레의 정당